# Zelleromyces malaiensis
Zelleromyces malaiensis är en svampart som först beskrevs av Corner & Hawker, och fick sitt nu gällande namn av A.H. Sm. 1963. Zelleromyces malaiensis ingår i släktet Zelleromyces och familjen kremlor och riskor.   Inga underarter finns listade i Catalogue of Life.